# St. Petersburg White Nights 2009
Die St. Petersburg White Nights 2009 im Badminton fanden in Gattschina bei Sankt Petersburg vom 1. bis zum 5. Juli 2009 statt. Der Referee war Dirk Kellermann aus Deutschland. Das Preisgeld betrug 15.000 US-Dollar, wodurch das Turnier in das BWF-Level 4A eingeordnet wurde.

## Austragungsort
- Sporthalle Aerodrom, General Knysch Strasse 14A

## Finalergebnisse
| Disziplin    | Sieger                             | Finalist                                | Ergebnis          |
| ------------ | ---------------------------------- | --------------------------------------- | ----------------- |
| Herreneinzel | Dmytro Zavadsky                    | Stanislav Pukhov                        | disqualifiziert   |
| Dameneinzel  | Ella Diehl                         | Elena Prus                              | 21:10 21:10       |
| Herrendoppel | Vitaliy Durkin Alexandr Nikolaenko | Vladimir Ivanov Ivan Sozonov            | 21:17 21:11       |
| Damendoppel  | Valeria Sorokina Nina Vislova      | Anastasia Prokopenko Anastasia Russkikh | 21:19 13:21 21:17 |
| Mixed        | Flandy Limpele Anastasia Russkikh  | Vitaliy Durkin Nina Vislova             | 21:14 25:23       |